# Directoire-stílus
A Directorie-stílus (francia Directoire = direktóriumtól kapta nevét) a klasszicizmushoz, különösen a lakberendezéshez, a bútorokhoz és a festészethez rendelhető stílus, amelynek virágkora a francia direktórium uralgása (1795–1799) idejére, a francia forradalom utolsó szakaszára esik. A kortárs építészetet forradalmi építészetnek nevezik. Ez a stílus a korai klasszicista XVI. Lajos és a Napóleoni ampír között húzódik meg, amely 1803-ban kezdődött Bonaparte Napóleon konzulságának az ő kizárólagos birodalmi uralkodóvá történő előlépésével. A stílus leegyszerűsítette a pazarabb, már ősi motívumokat felvonultató, ún. „Louis-Seize” (XVI. Lajos-stílus) vonalait, és egyszerre hangsúlyozta a szigorúbb, egyszerűbb és könnyedebb eleganciát, anélkül, hogy az empire (stílus) olykor pompázó nehézségét éreztetné. Bevezette a felvilágosodás és a francia forradalom szimbolikáját a művészetbe.

## Motívumai és művészei
Eszmeként az ókori Római Köztársaság értékeit vették alapul, ahogyan azt korábban az új amerikai szövetségi stílus propagálta. A gyermekek olyan keresztneveket kaptak, mint Brutus vagy Szolón. A bútorokat és dekorációkat ókori, különösen római és etruszk minták szerint készítették. A falak, bútorok és textíliák gyakori díszítő motívumai a felvilágosodás és a (francia) forradalom filozófiai és politikai allegóriái voltak, mint például a frígiai sapka (a szabadság jelképe), a vízmérték (egyenlőség), a kéz a kézben motívumok (testvériség), Fides figurája (bizalom), Pika (emberi szabadság), a gondviselés szeme (ész) és fasces (igazságosság), valamint antik motívumok, például klasszikus vázák, urnák, szárnyas oroszlánok, sárkányok, sellők, női mellszobrok, íjak és nyilak, körívek és árkádok, valamint szfinxek voltak. Napóleon egyiptomi hadjárata 1798 és 1801 között nagy érdeklődést váltott ki az ókori egyiptomi kultúra iránt, és az úgynevezett „egyiptomániához” vezetett, amelyet Dominique-Vivant Denon képviselt.
A Directoire-stílus főszereplői Charles Percier (1764–1838) és Pierre-François-Léonard Fontaine (1762–1853) építészek voltak, akik később az empire stílus vezető képviselőivé váltak. Németországban David Gilly egyszerű klasszicizmusával és fia, Friedrich Gilly, a forradalmi építészet hatása alatt állt a legközelebb a Directoire-stílushoz. A legjelentősebb festő Jacques-Louis David volt, később Napóleon udvari festője, aki a forradalom megemlékezéseit ősi rituálékhoz hasonlóan rendezte meg. Ősi minták alapján bútorokat készíttetett, például curulean székeket vagy a kecses nyugágyat, amelyen Madame Récamier-t ábrázolta 1800-ban. Mme Récamier híres berendezését Percier és Fontaine készítette; Bonaparte Napóleon és felesége, Joséphine de Beauharnais malmaisoni kastélyát, amelyet 1799-ben szereztek meg, Directoire-stílusban díszítették. A nagy bútormesterek és társaik művei a 18. századból még ott voltak. A céheket betiltó forradalom következtében azonban az empire után elvesztek, és a biedermeier-korszakban átadták a helyüket a gyárszerű termelésnek.
Amikor Napóleon első konzulként (1799–1804) hatalomra került, a Directoire stílusa empire-stílusra változott, amely a Római Birodalmat tette mintaképévé, ahogy Napóleon is Augustus császárt vette politikai modelljének. 1804. december 2-án I. Napóleon császári koronázásával tetőzik az Első Francia Császárság megalapítása. Régi királyi rezidenciáit Percier és Fontaine új stílusban rendezte be, különösen a párizsi Tuileriák-palotát. A felvilágosodás és a forradalom szimbolikáját Napóleon csatái és győzelmei váltották fel, kardok, lándzsák, zászlók és császárok, a császári sas, az Aquila mintájára, a római légiók etalonjára, amelyek mindegyike azok jelképe volt, megteremtőjük nagysága és hősiessége kiemelésére.

## Illusztrációk

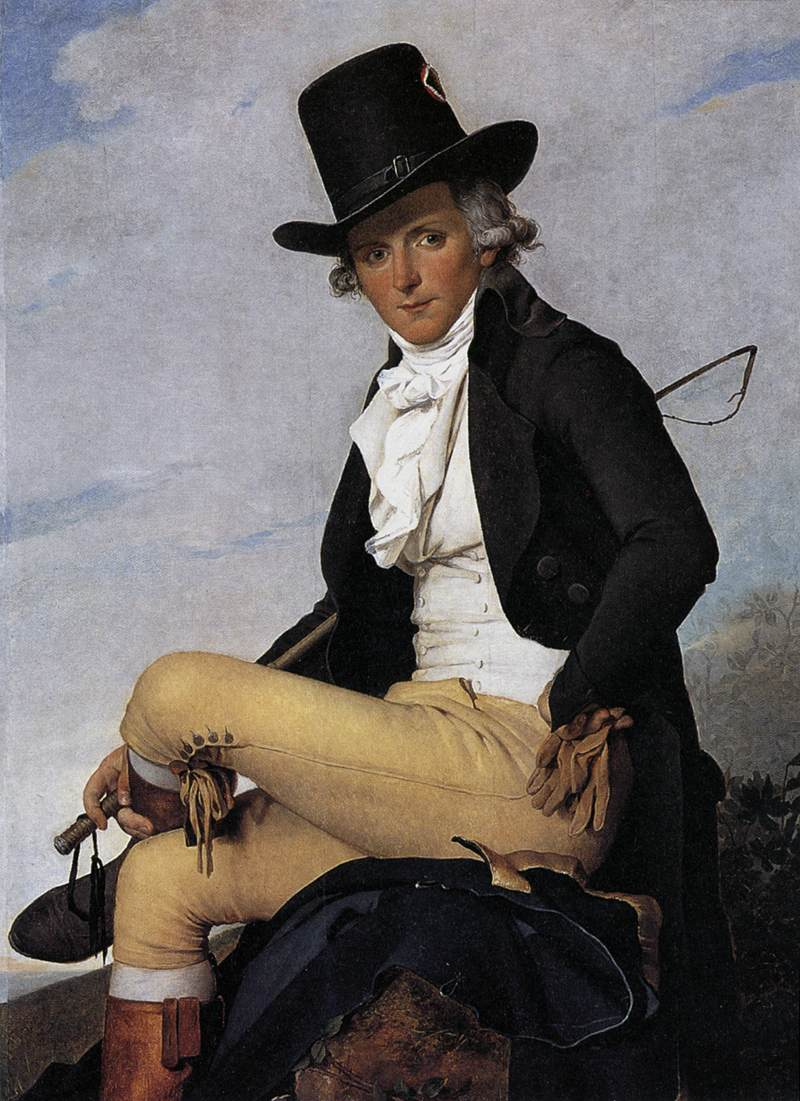
Jacques-Louis David: Pierre Seriziat (1795)
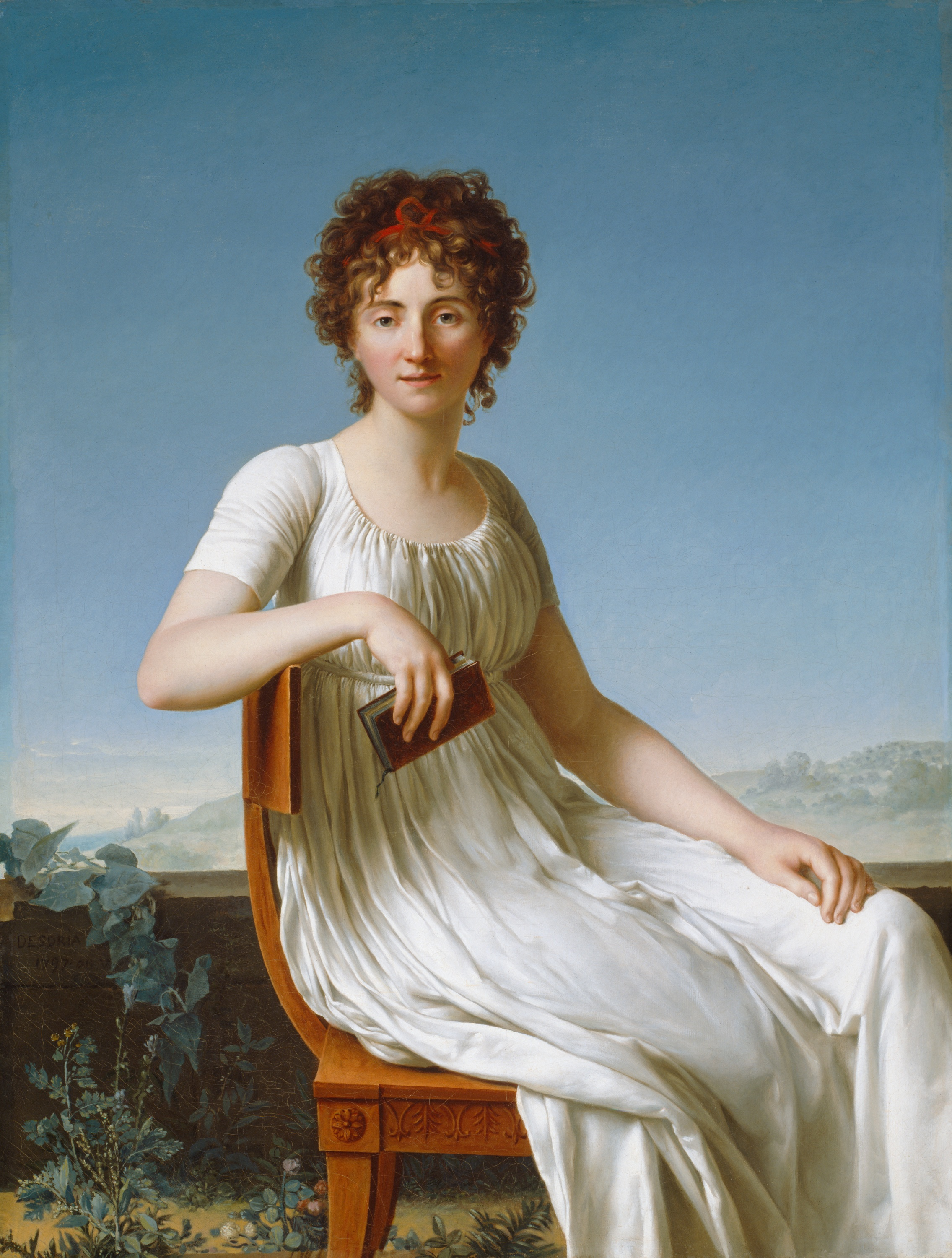
Jean-Baptiste François Desoria: Constance Pipelet (1797)
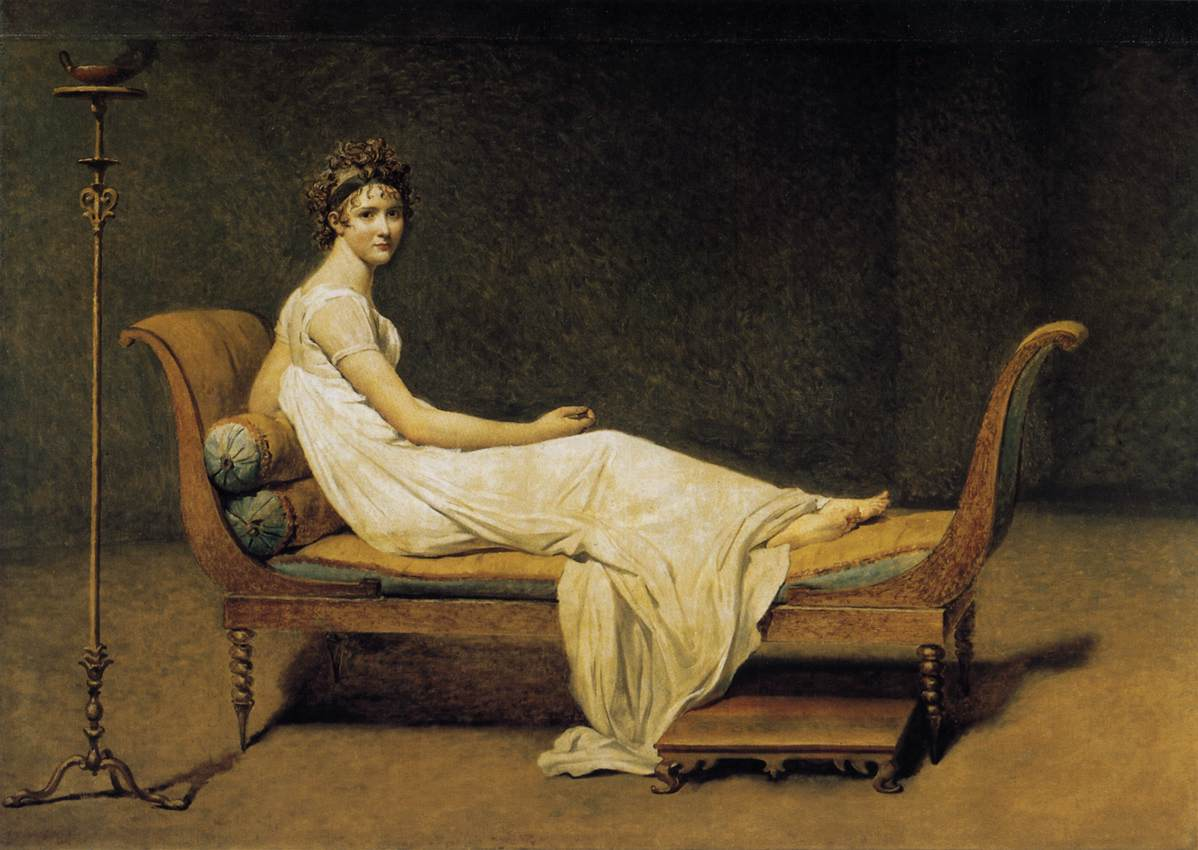
Jacques Louis David: Madame Recamier a rekamiéján (1800)
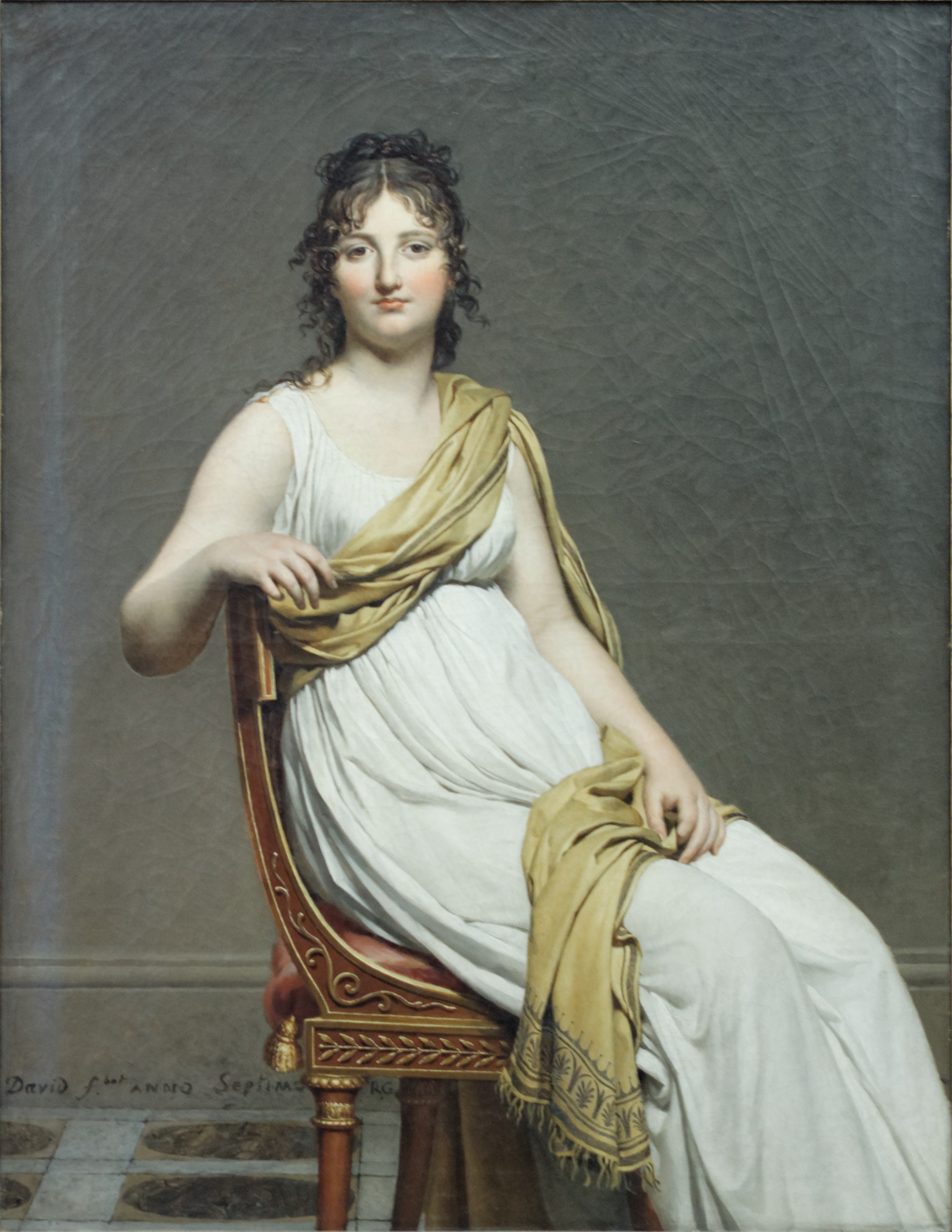
Jacques-Louis David: Madame de Verninac (1798)
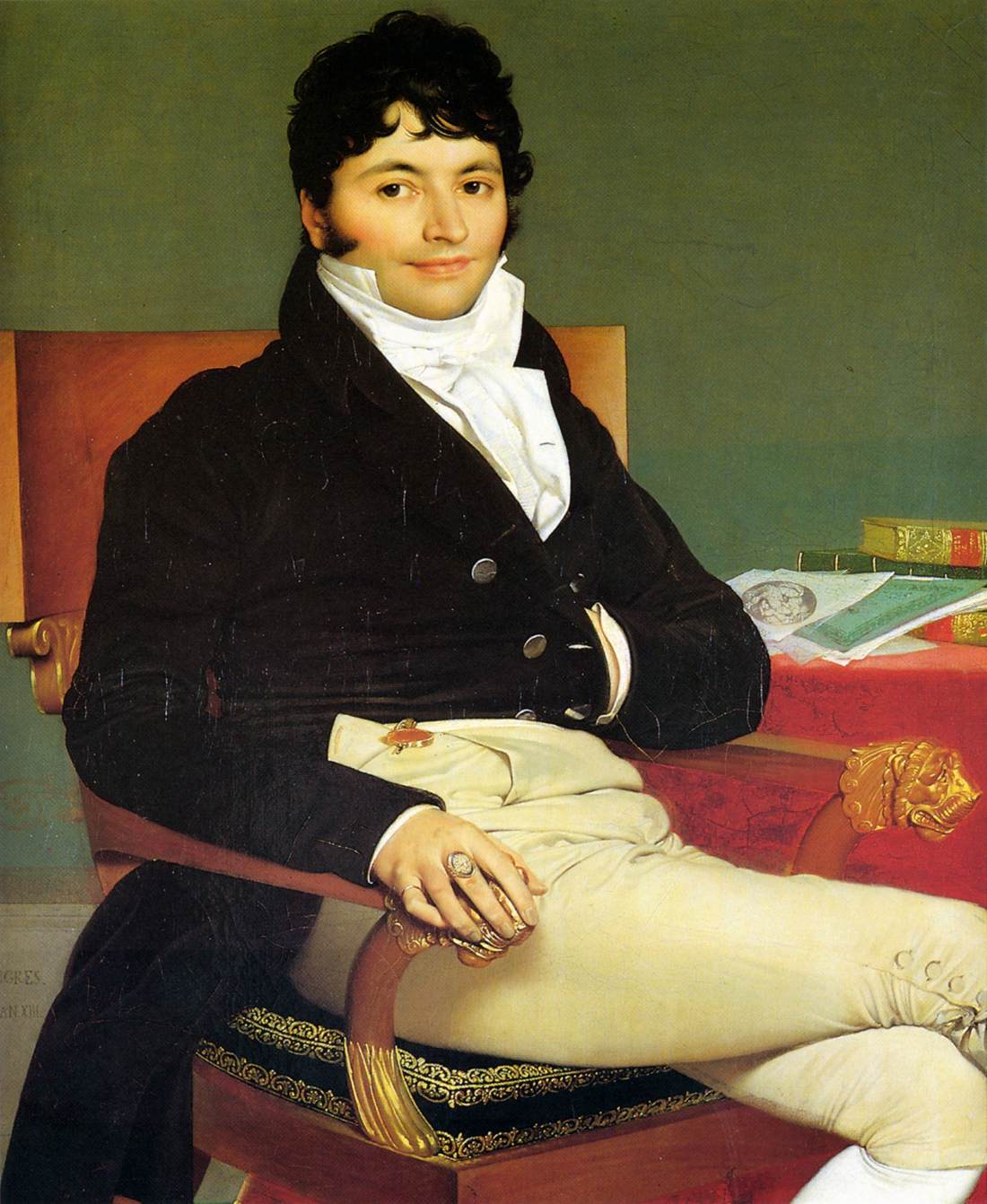
Jean Auguste Dominique Ingres: Monsieur Rivière (1805)
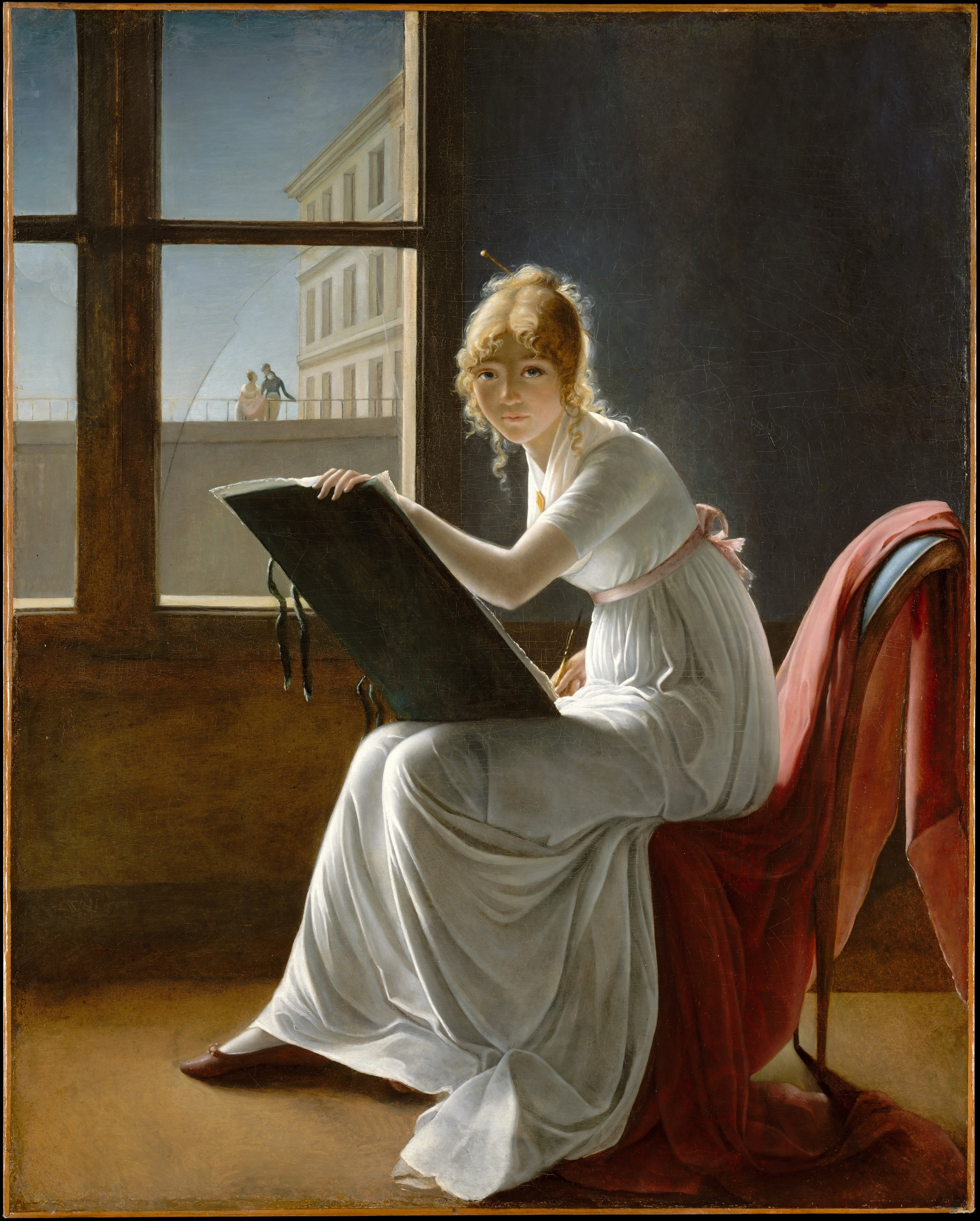
Marie Denise Villers: Önarckép (1801)
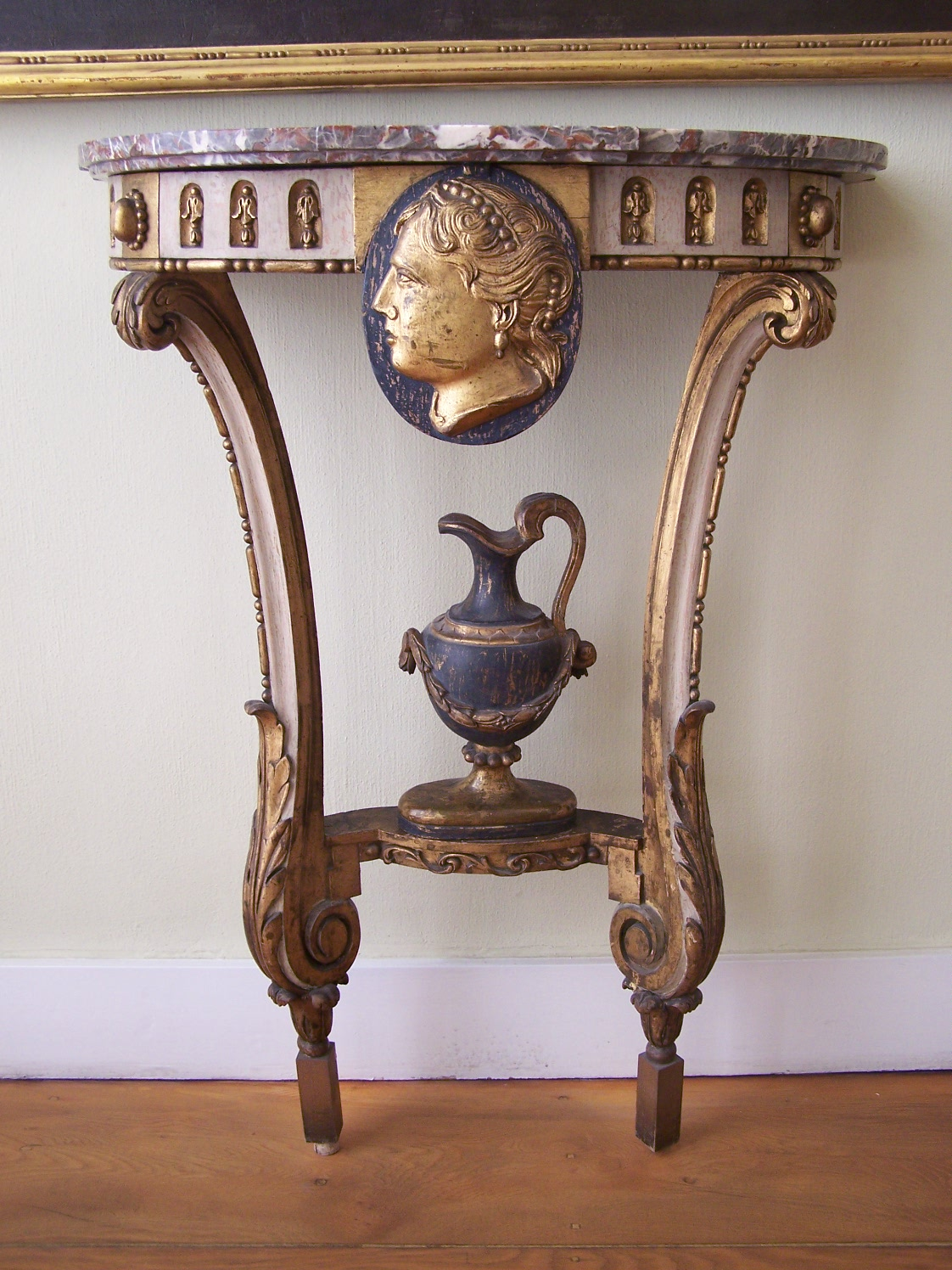
Konzol (Couven Múzeum, Aachen)
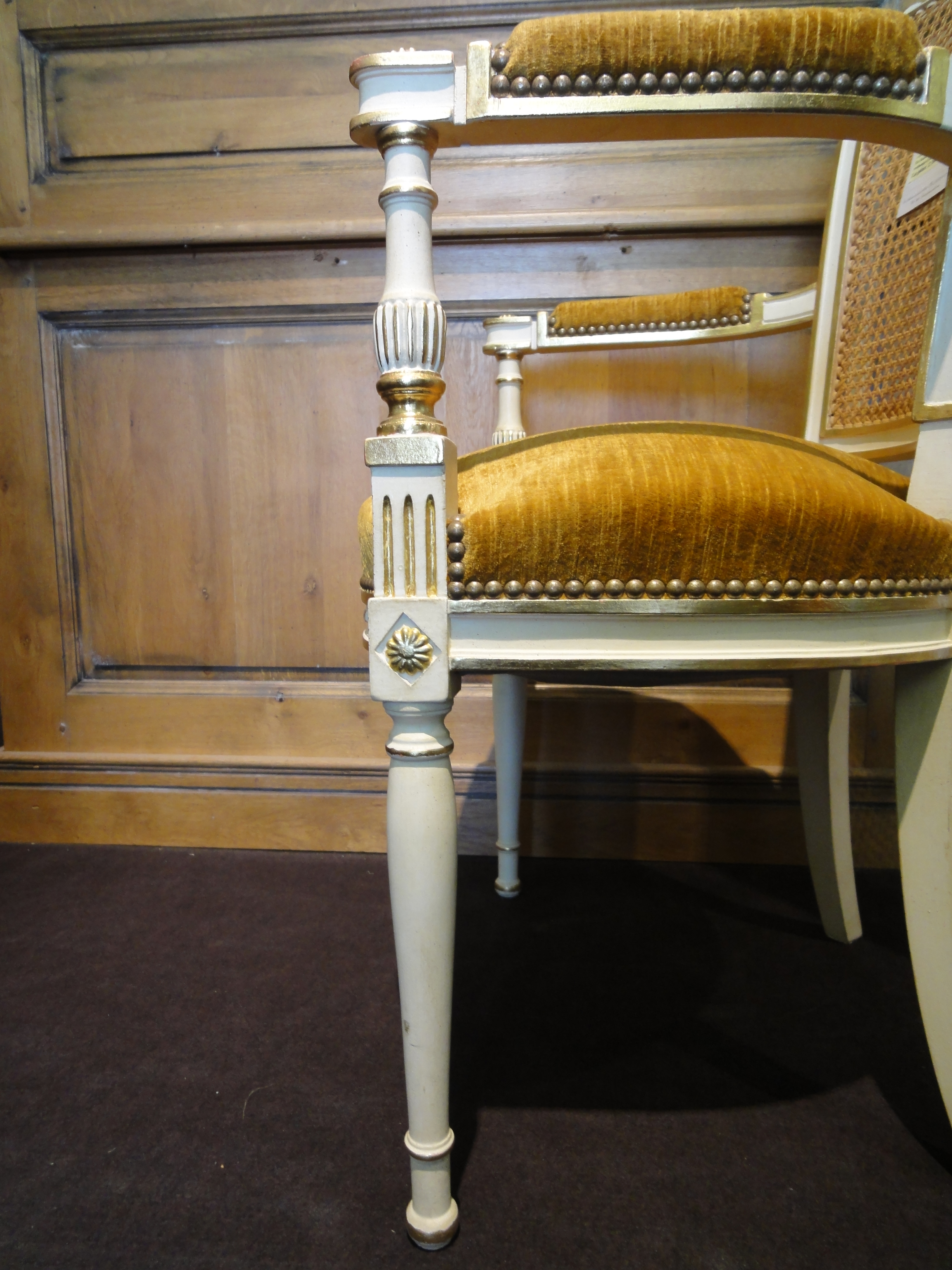
Az Ateliers Allot Frères széke
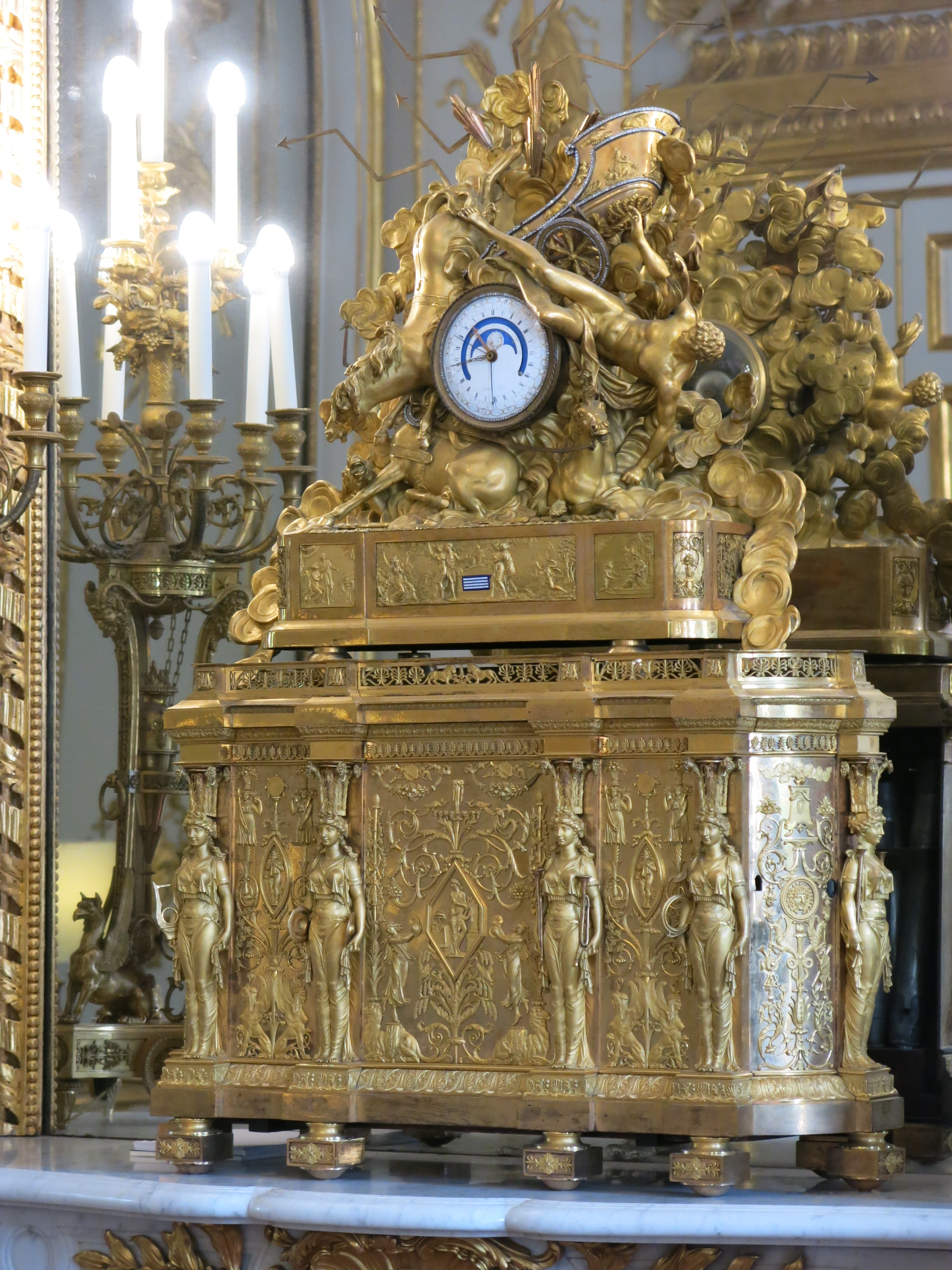
Ingaóra az Élisée-palotában
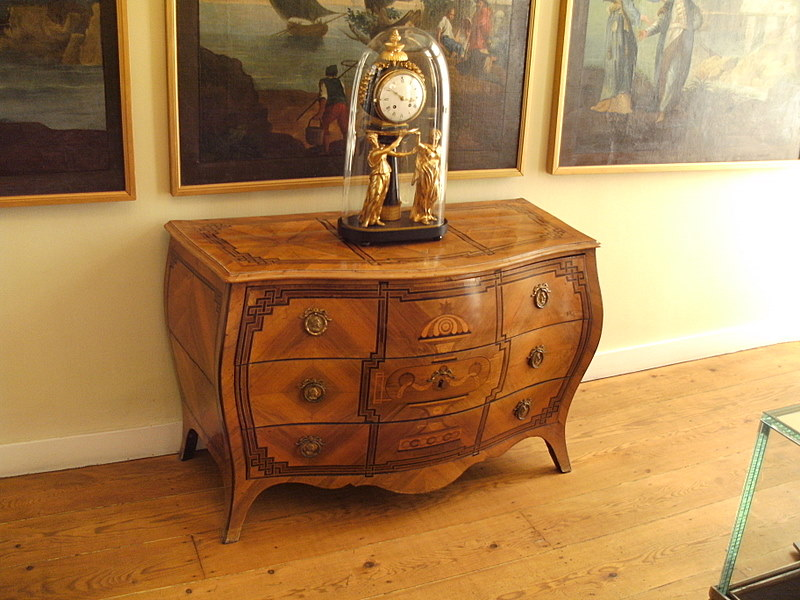
Komód és óra (Couven Múzeum)
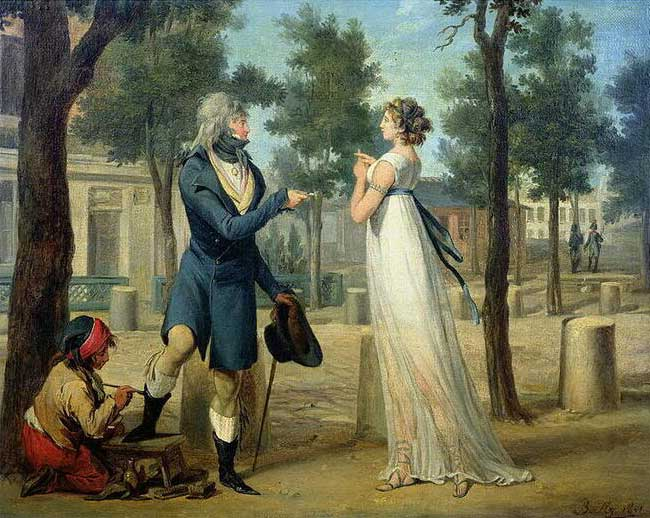
Louis Leopold Boilly: Karikatúra a Mode à la grecque' (görög divatú) Directorie-stílusról (1797 k.)
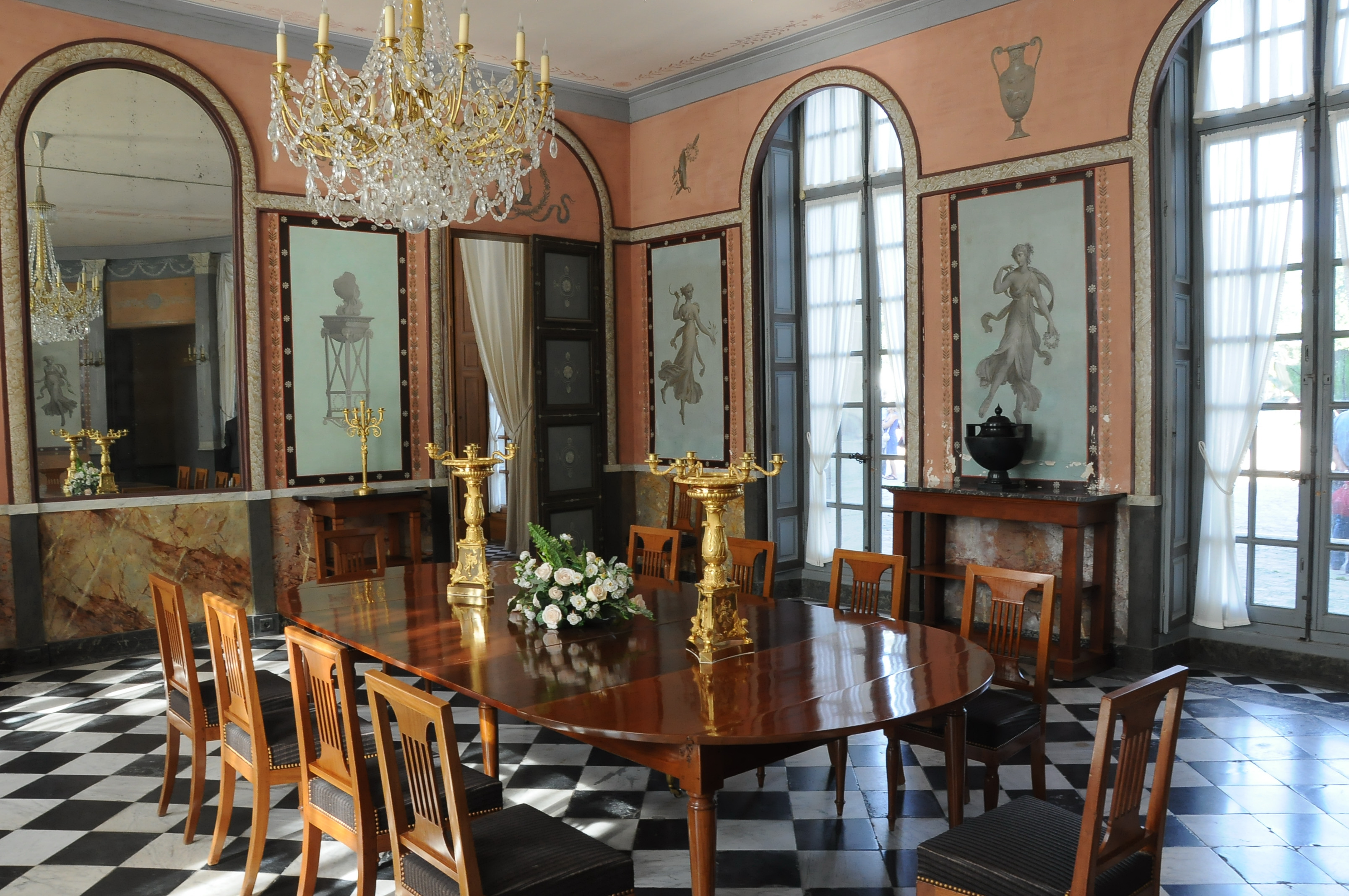
Ebédlő a Malmaison-kastélyban
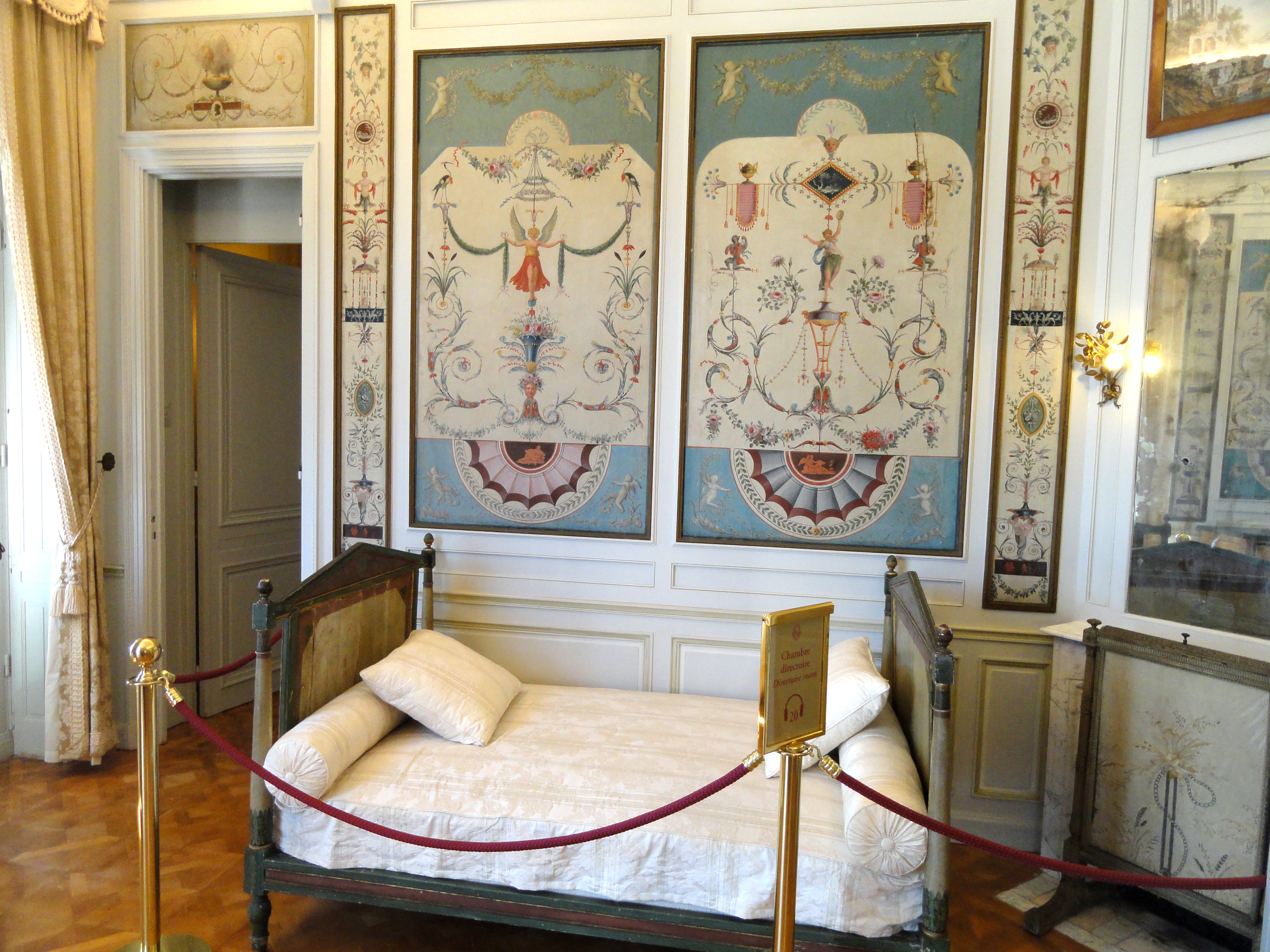
A stílus példája a pompeii stílusú Villa Ephrussi de Rothschildban
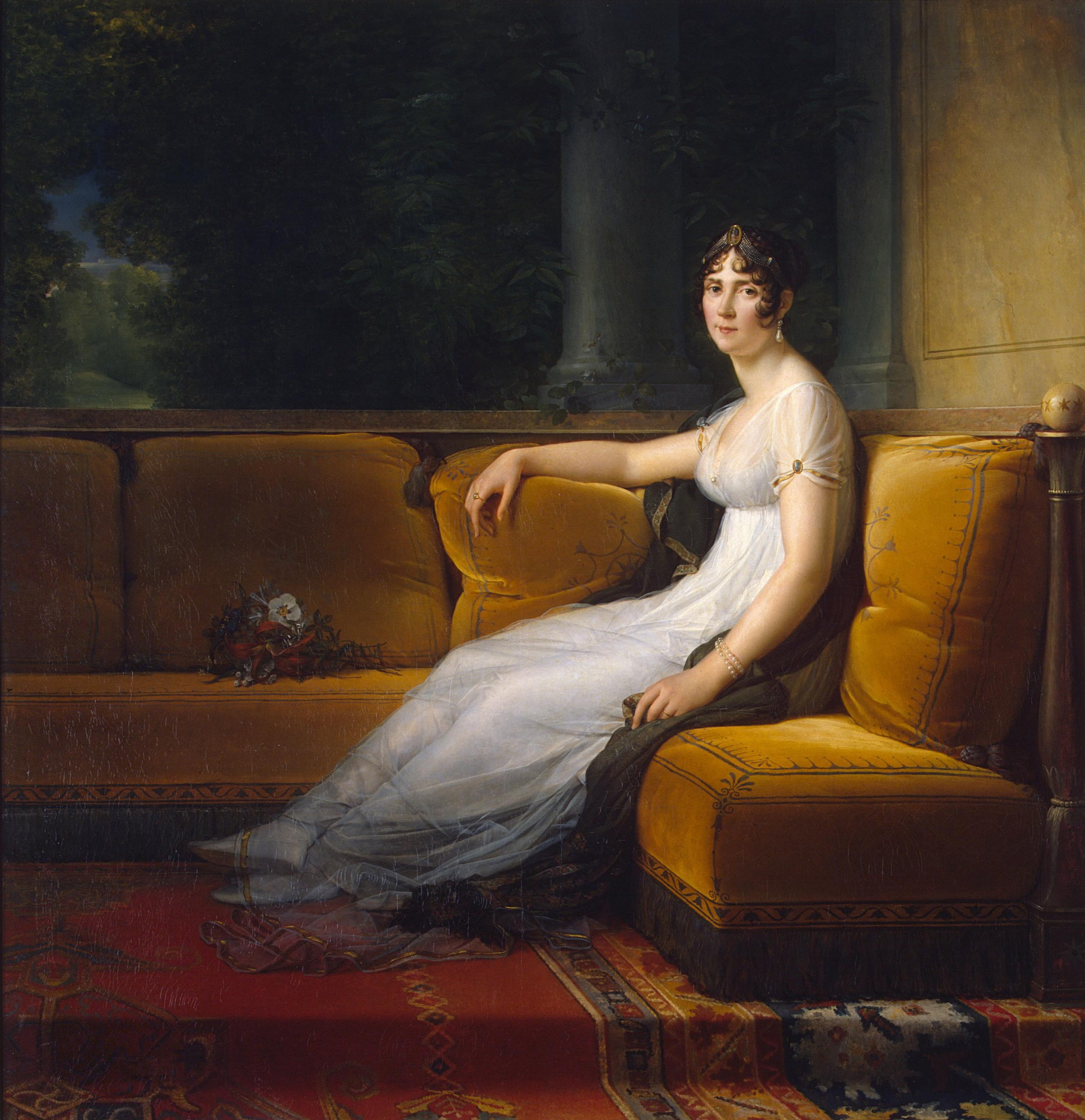
François Gerard: Jozefina francia császárné (1801)

## Fordítás
- Ez a szócikk részben vagy egészben  a   Directoire (Stilrichtung) című német Wikipédia-szócikk ezen változatának fordításán alapul.  Az eredeti cikk szerkesztőit annak laptörténete sorolja fel. Ez a jelzés csupán a megfogalmazás eredetét és a szerzői jogokat jelzi, nem szolgál a cikkben szereplő információk forrásmegjelöléseként.